# آلفا رومئو جیولیا (۹۵۲)
آلفارومئو جولیا (به انگلیسی: Alfa Romeo Giulia) یک خودروی سدان اسپورت است که توسط شرکت ایتالیایی آلفا رومئو از سال ۲۰۱۶ (با نام مدل ۲۰۱۷) عرضه می‌شود. این خودرو برای اولین بار در سال ۲۰۱۱ معرفی شد.
آلفا رومئو جولیا یک نمونه موتور جلو در خودروهای کلاس بدنه سدان ۴ در سایز متوسط (Mid-Size Sedan) بوده که گنجایش ۵ سرنشین بزرگسال را دارد.

## موتور و پیشرانه
این خودرو با سه پیشرانه می‌گردد. موتورهای آلفارومئو جولیا عبارتند از:
- موتور ۴ سیلندر خطی ۲٫۰ لیتری توربوشارژر
- موتور ۶ سیلندر خورجینی ۲٫۹ لیتری بنزینی توئین توربو
- موتور ۴ سیلندر خطی ۲٫۲ لیتری دیزلی توربودیزل